# .cl
.clは、国別コードトップレベルドメイン (ccTLD)の一つでチリに割り当てられている。このドメインは、チリ大学によって運営されている。登録は第二レベルで行われ、誰でも登録が可能である。ただし、外国からの登録するには、チリの身分登録番号(RUT)を取得しなければならない。
ドメイン名に使用可能な文字は、アクセント符号の(á, é, í, ó, ú, ñ, ü)が含まれている。